# Левін Михайло В'ячеславович
Михайло В'ячеславович Левін (нар. 19 квітня 1969, Москва, РРФСР) — радянський та російський футболіст, півзахисник та нападник.

## Життєпис
Вихованець школи ЦСКА. У 18-річному віці зіграв 12 матчів у вищій лізі за головну команду. Першу половину 1989 роки відіграв у молдовському «Ністру» Кишинів (перша ліга), другу — в українському «Кристалі» Херсон, наступний рік провів в узбецькому «Новбахорі» Наманган. У 1991—1994 роках грав у петербурзькому «Зеніті», був першим капітаном команди в чемпіонаті Росії. Кінець кар'єри провів у клубах другої ліги. Переможець зони «Центр» другої ліги 1995 року в складі клубу «Газовик-Газпром» Іжевськ. У 1999 році пару місяців відіграв у китайському клубі «Фошань Фостен».
Після закінчення кар'єри футболіста 7,5 років відпрацював термістом на Кіровському заводі.

## Сім'я
Станом на червень 2013 року — три дочки, два онуки 2006 і 2011 років народження.